# Marine landaise
Pour les articles homonymes, voir Vache marine.
La vache marine landaise est une race bovine française à très petit effectif, bénéficiant d'un programme de sauvegarde et entretenue dans des espaces naturels humides du littoral des landes de Gascogne, dans les  Landes et en  Gironde.  Sa vocation essentielle est environnementale. Elle ne doit pas être confondue avec la race Brava utilisée dans les courses landaises.

## Description
Dotée de petites cornes en lyre, elle mesure de 1,20 à 1,30 m au garrot pour à peine 300 kg.
Dans le type originel aujourd'hui disparu, la marine était à robe froment, à muqueuses rosées et à extrémités claires, comme les autres races du groupe bovin blond du Sud-Ouest parmi lesquelles on la rangeait, donc comme les anciennes races basquaise ou d'Urt, béarnaise et lourdaise.
Aujourd'hui, elle offre une robe fauve charbonnée à brune et un mufle brun qui témoignent des introductions déjà anciennes d'animaux à muqueuses brunes, ibériques ou bretons pie-noir. Le caractère pie est porté par certains animaux.

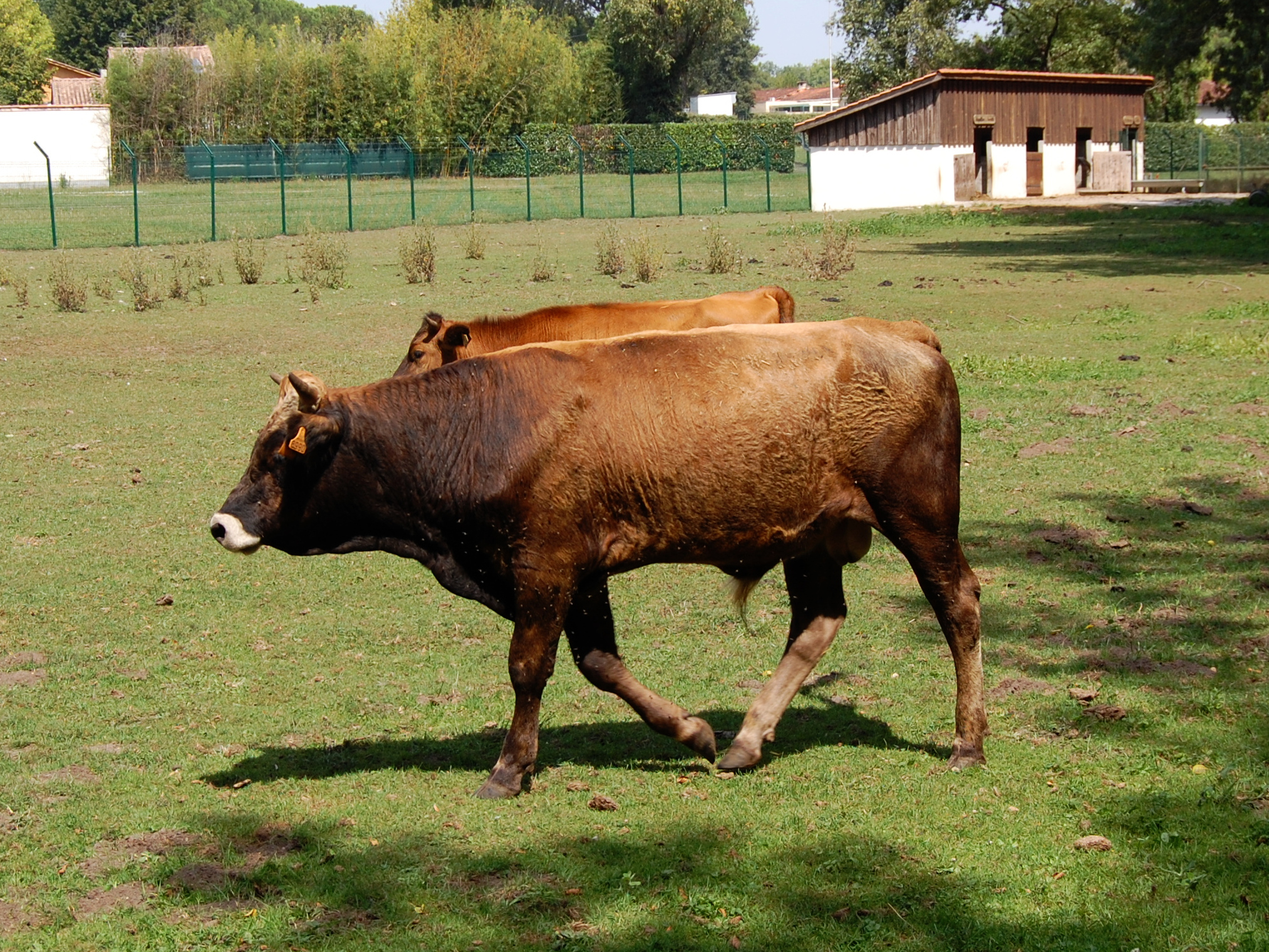
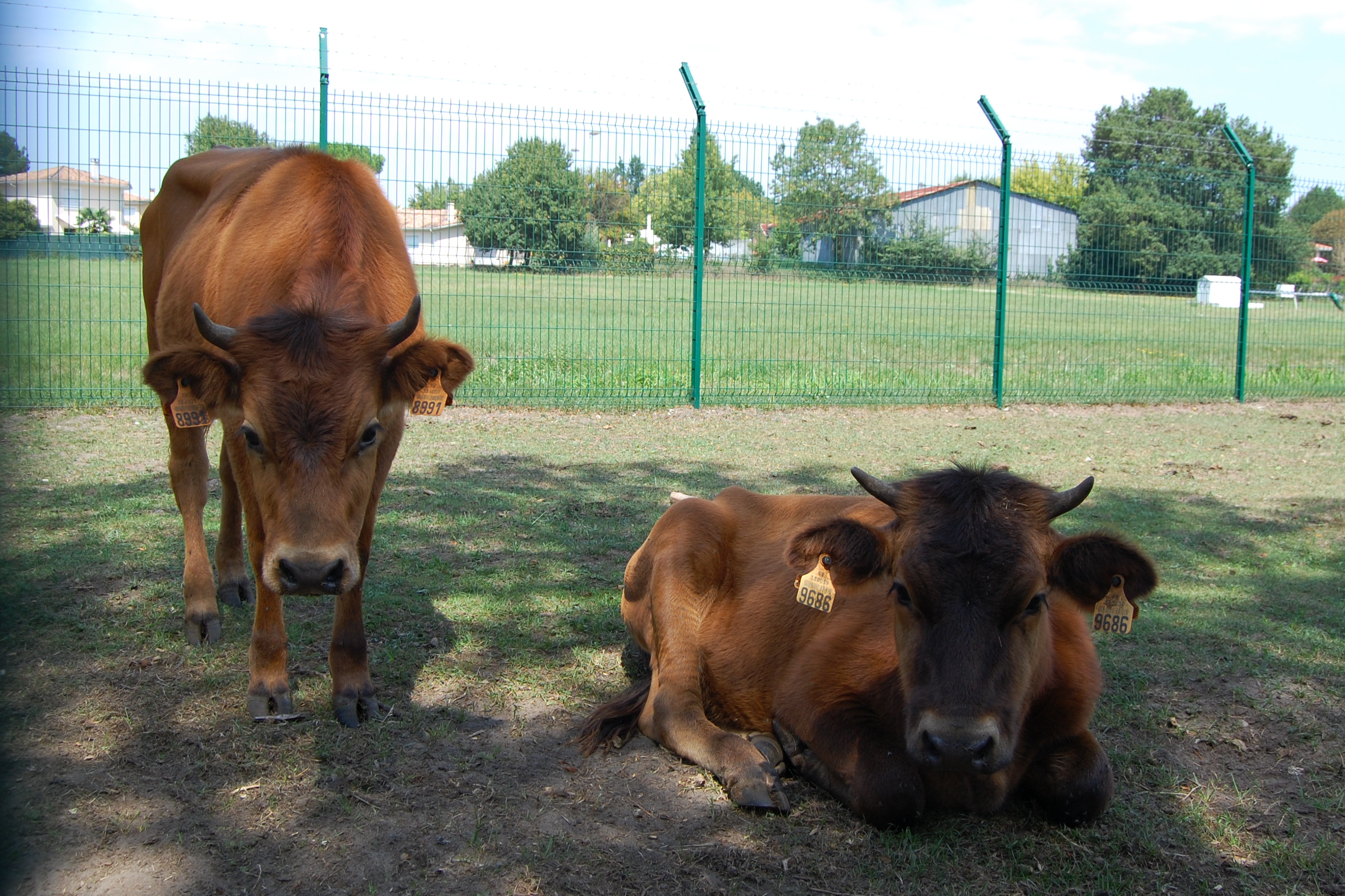
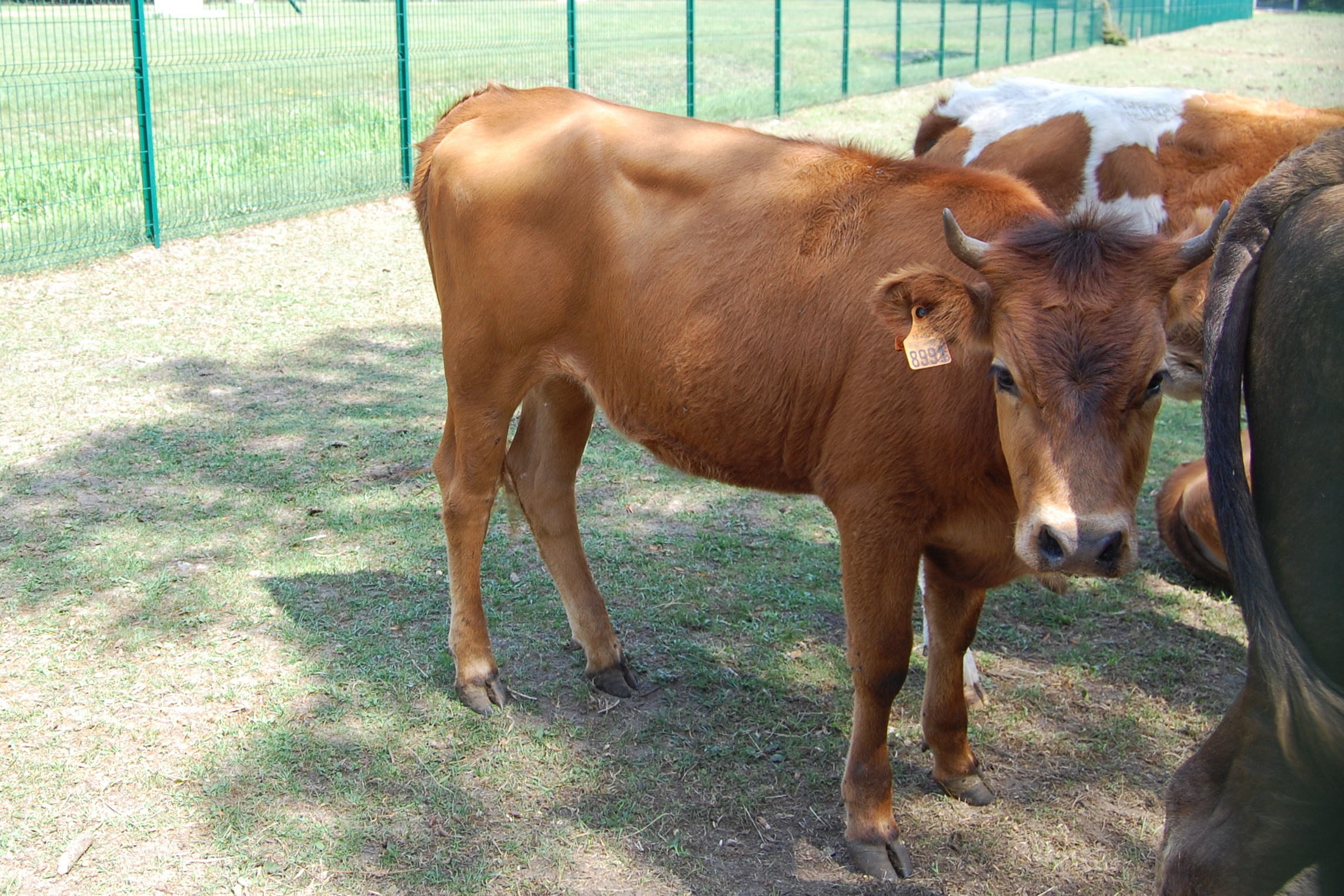

## Historique

### De la population originelle à la population actuelle
Originellement, la race Marine landaise était une variante du rameau blond pyrénéen dont les représentants actuels sont la  Béarnaise et la Lourdaise, races faisant l'objet de mesures de conservation. Dès la fin du XIXe siècle et au début du XXe elle a subi l'influence des croisements avec des bovins ibériques importés pour les courses landaises et des bovins de la race Bretonne pie noir introduits pour la production laitière, ce qui a donné les animaux bruns de la population actuelle.

#### Origines ethniques: La race landaise ou race marine au sein du rameau bovin blond du sud-ouest
P. Dechambre, professeur de zootechnie à l'Ecole nationale vétérinaire d'Alfort est l'auteur d'un traité de zootechnie  dont le tome 3 consacré aux bovins, publié en 1913, livre un état de la race reproduit ci-après :

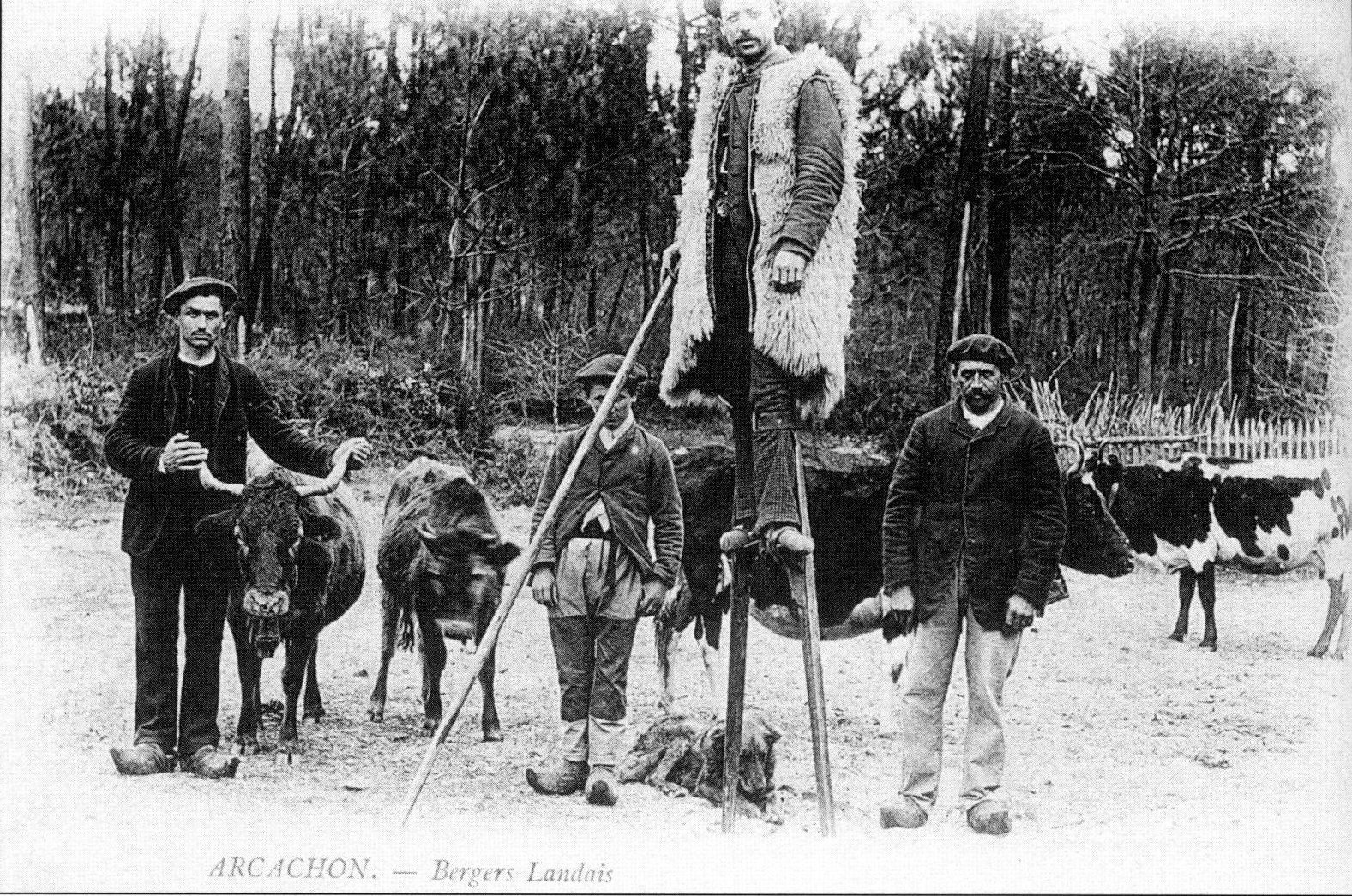
Bergers landais et vaches landaises du type originel

« La race marine habite principalement le littoral du département des Landes. On en compte cependant des représentants dans l'Armagnac (département du Gers) et, en nombre restreint, dans la Chalosse (sud-est des Landes). Elle fournissait autrefois tout le bétail employé pour les courses si en honneur dans le pays ; sa vigueur et son agilité lui valaient ce privilège. Or, depuis quelques années, ce débouché spécial se ralentit, un certain nombre de vaches de course étant importées d'Espagne.
La race est de petite taille (maximum 1,30 m). Elle a la tête forte, les cornes longues et relevées, la poitrine étroite, la queue attachée haut, les articulations nettes, les membres fins. Son pelage est froment, les muqueuses rosées, les extrémités claires. Quelques sujets, d'une pureté ethnique douteuse, sont marquées de rouge ou de brun.
Par ses caractères, la race marine apparaît comme un rameau de la race des Pyrénées occidentales ; elle est restée inculte et mal conformée par suite de la pauvreté  du milieu et du peu de soin apporté à son élevage.
Le lait utilisé dans le département des Landes est à peu près exclusivement fourni par des vaches bretonnes amenées du Morbihan. Ces importations sont très anciennes ; elles portent sur de jeunes vaches de trois ans et sur des génisses de un an à un an et demi. »
Ce texte précise le positionnement ethnique originel, à savoir une race au sein du groupe bovin blond du sud-ouest à muqueuses rosées, et il fait état des introductions de sujets ibériques d'une part et bretons d'autre part, à muqueuses pigmentées, avec lesquels des croisements ont donné le type ethnique à muqueuses brunes observé aujourd'hui, certains sujets exprimant le caractère pie absent dans les races du groupe blond du sud-ouest. Le port actuel des cornes en lyre basse ramenées vers l'avant est aussi celui de bovins à profil céphalique rectiligne (tels les bovins de la race  Brava et ceux de la race bretonne pie noir). Il diffère donc de celui en lyre haute à pointes ramenées vers l'arrière propre aux autres bovins du groupe pyrénéen, convexilignes, auquel appartenait la marine landaise originelle. Les anciennes photos qui suivent illustrent le caractère composite des origines des animaux actuels dans leur milieu.

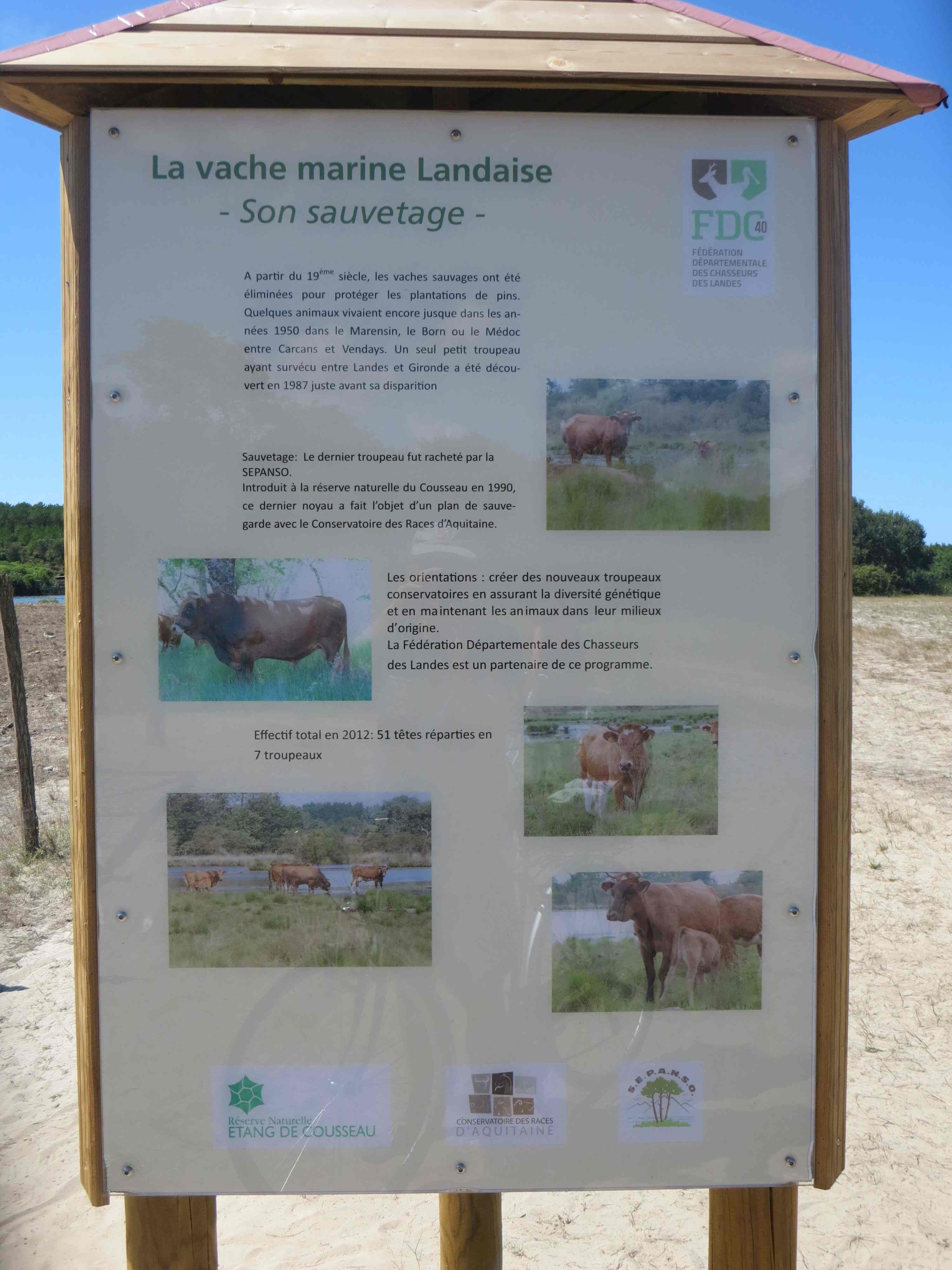
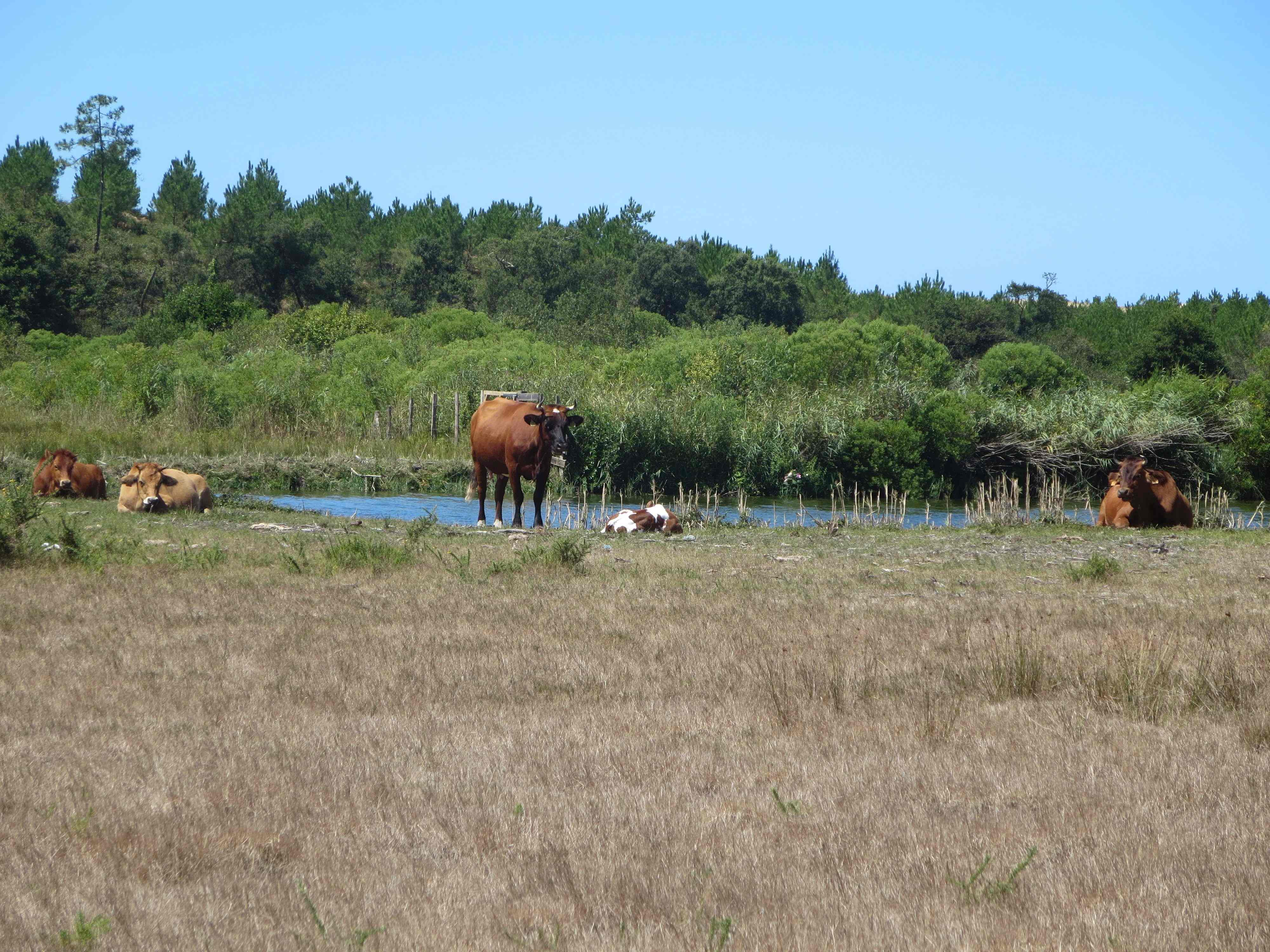
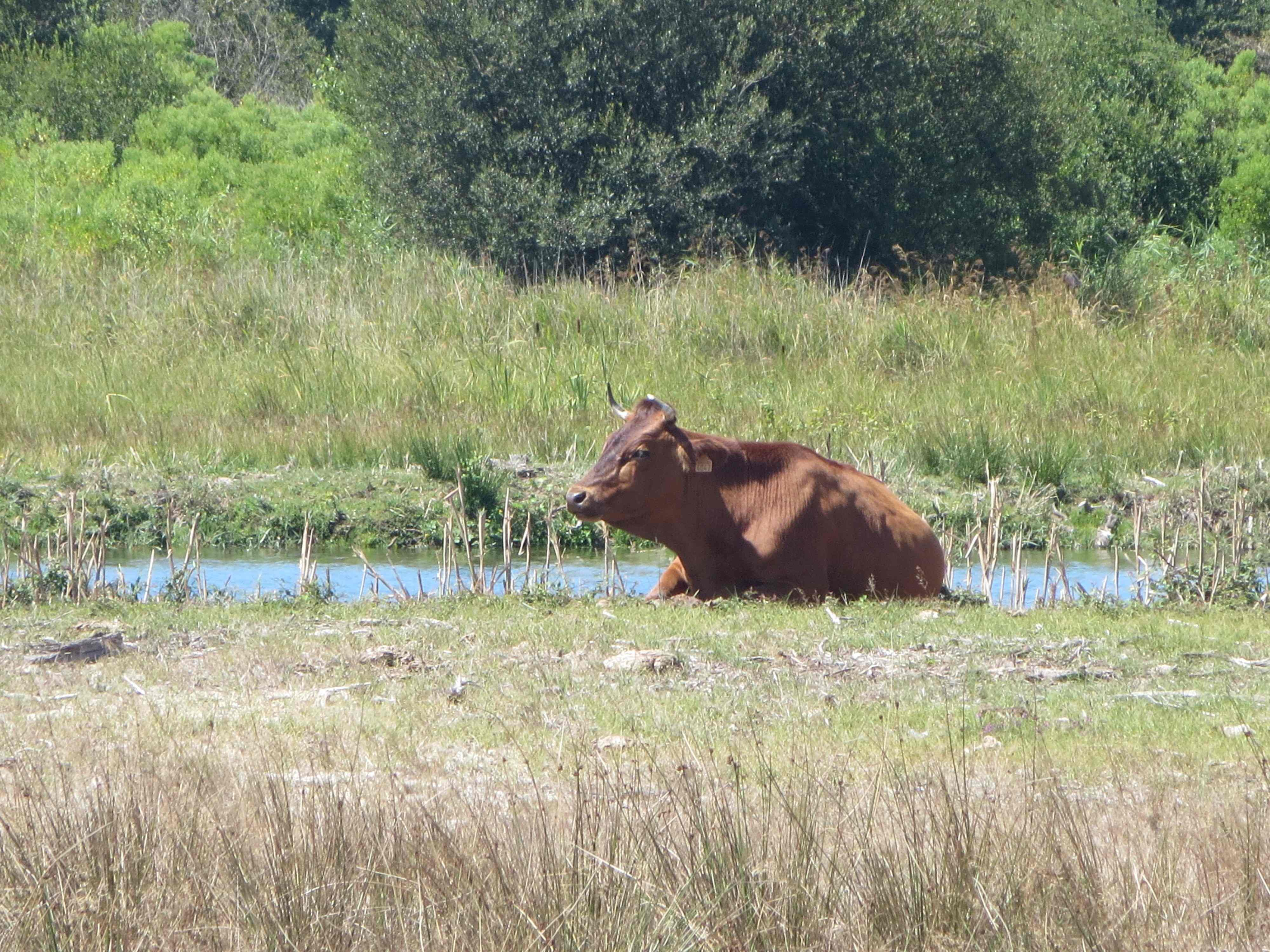
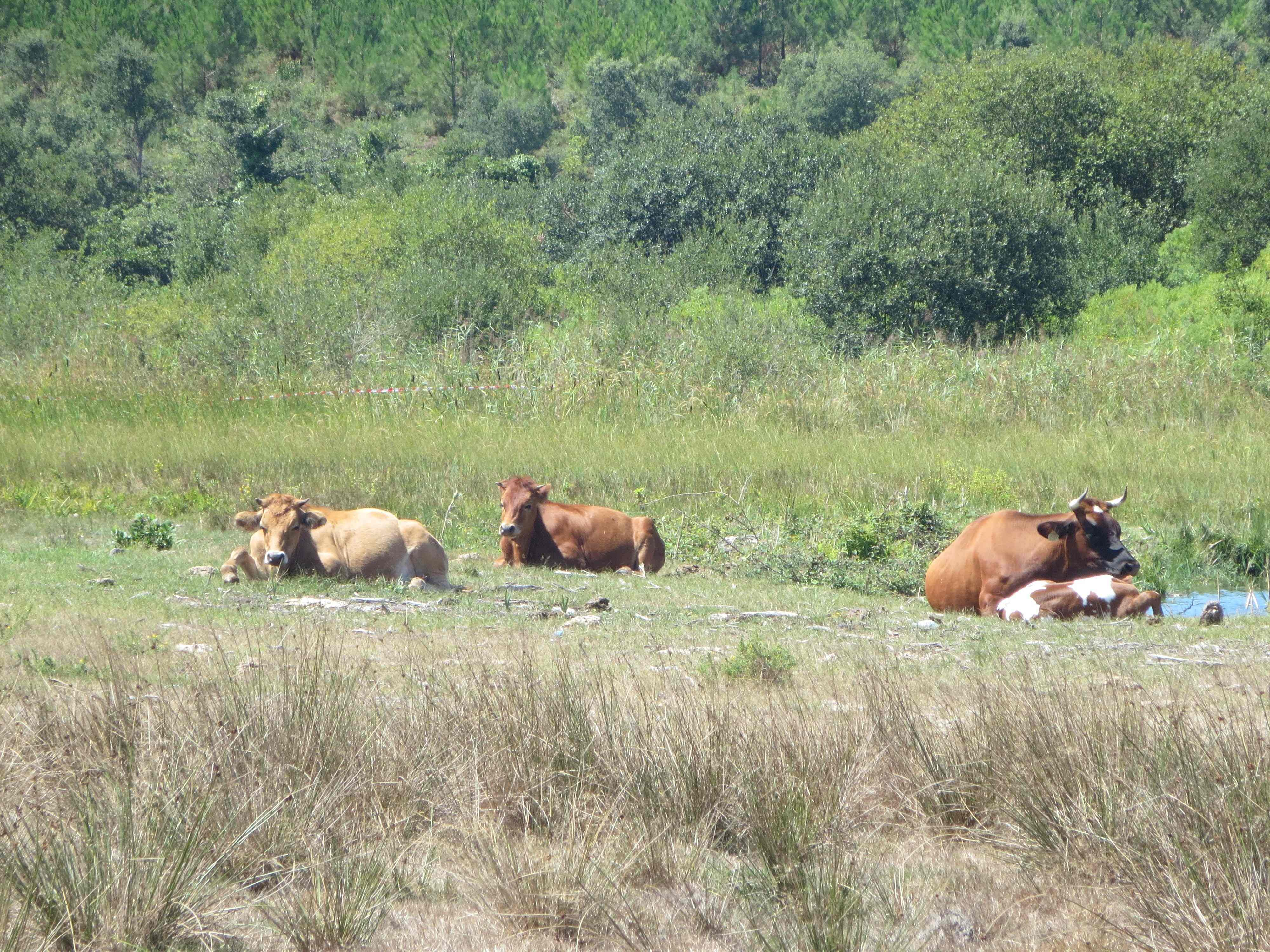
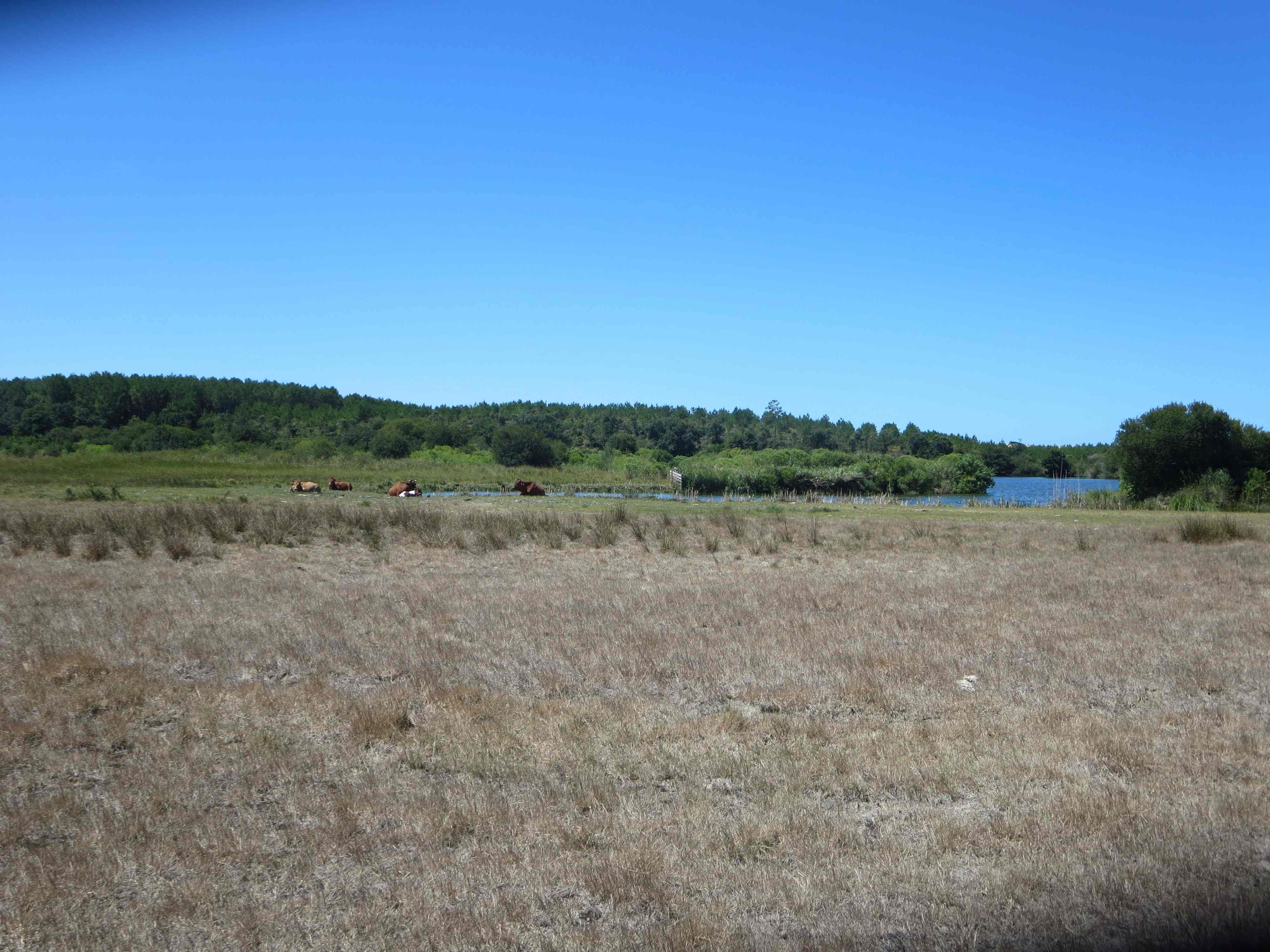

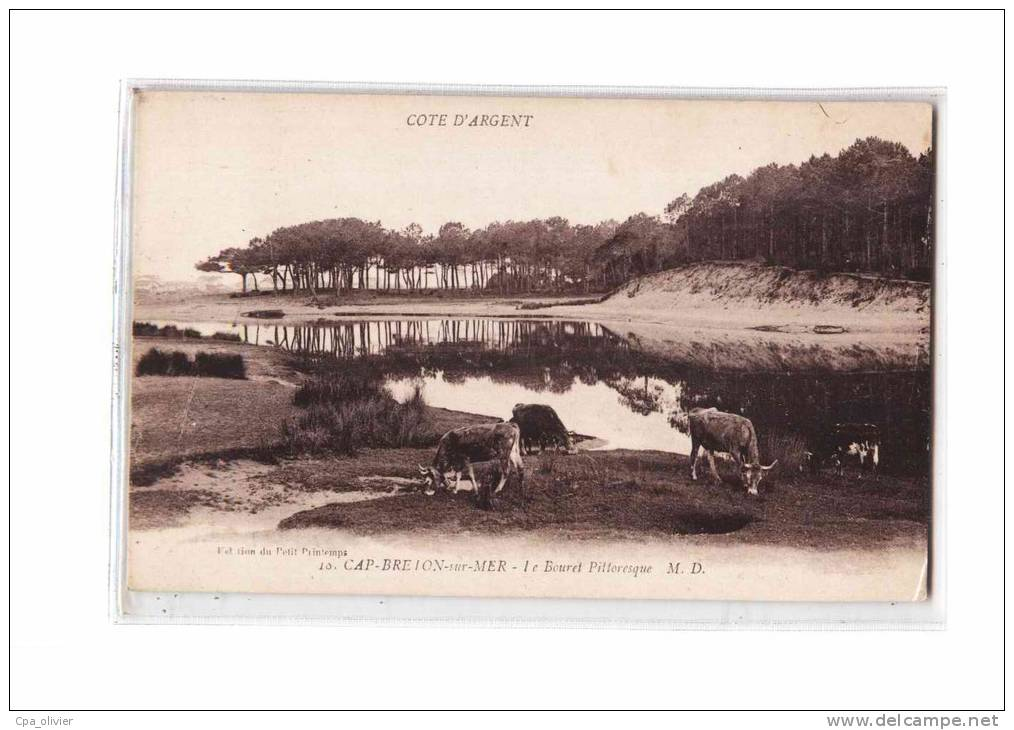
Vaches marines landaises du type originel, près de Capbreton
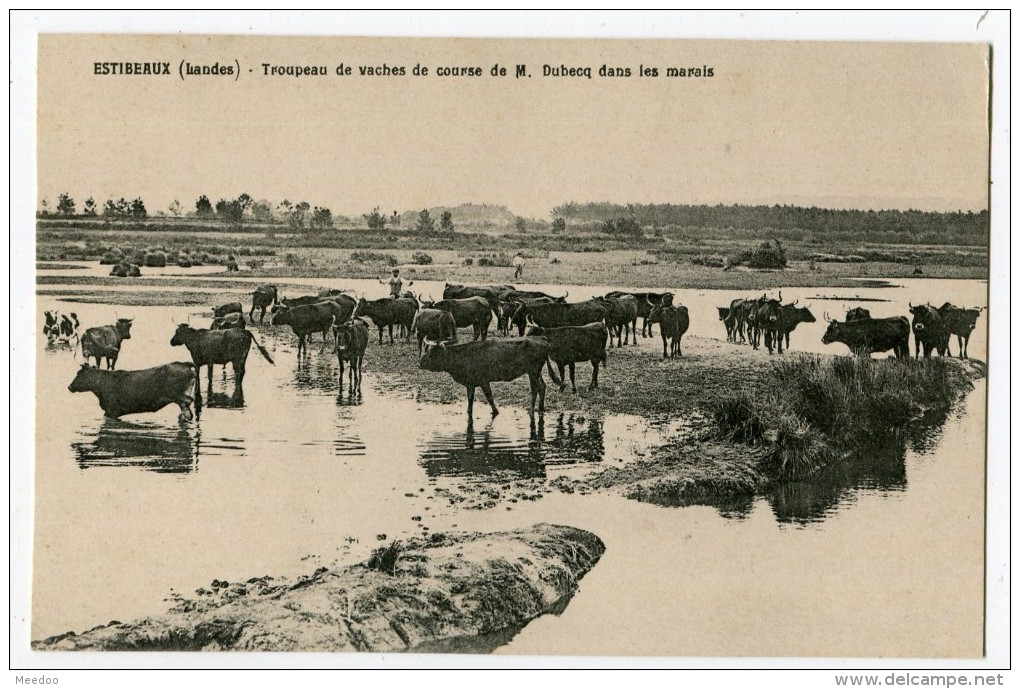
Vaches de course ibériques dans un marais landais
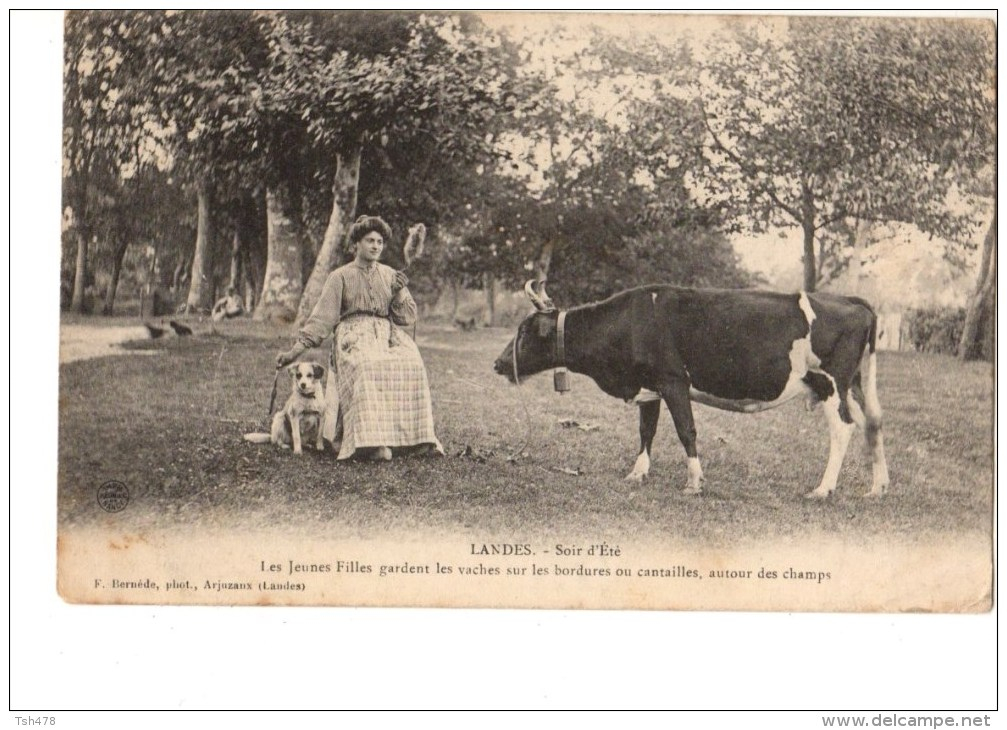
Vache bretonne pie-noir dans les Landes
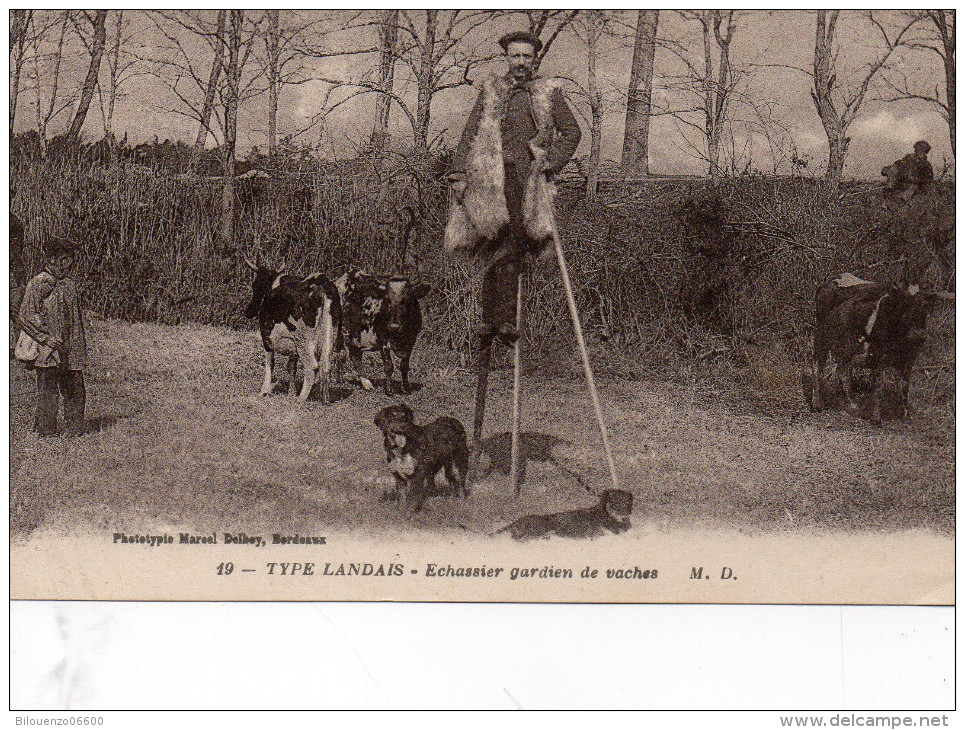
Bergers landais et vaches de type breton pie noir

#### Anciennes pratiques d'élevage
L'élevage de la marine a toujours été très extensif.
Des textes et témoignages anciens rapportent que des troupeaux « sauvages » ou en semi-liberté vivaient dans les marais proches des lettes du massif dunaire ou bordant les étangs côtiers, comme l'atteste ce rapport de 1739, destiné à l'intendant de Guyenne[réf. nécessaire] :
« Le gros bétail ne donne aucun fumier dans ces cantons, parce qu'il est impossible de l'enfermer dans des parcs ou des étables. Les bœufs et les vaches sont tout à fait sauvages, leurs instincts les portent à gagner les montagnes de sable qui sont sur le bord de la mer, tout le long de la côte du Médoc, du Pays de Buch, du Born et du Marensin. Ce bétail est toute l'année dehors et vit de l'herbe qui vient dans des parties qui sont dans ces montagnes ».
Ces troupeaux ne sont pas tout à fait à l'état sauvage comme le laisse entendre cette correspondance. Des communautés villageoises envoient en effet leur bétail dans les dunes du littoral au moment des moissons. Cette « transhumance » les soulage ainsi un temps de la surveillance et de l'entretien.
Avec la fixation des dunes en Aquitaine au XIXe siècle et la colonisation des Landes de Gascogne par le pin maritime, les rivages semi-marécageux des étangs deviennent le lieu de refuge de ces troupeaux. Ils y trouvent une végétation abondante, notamment le carex coepista, de jeunes pousses d'arundo et de digitaria. 
Ce mode d'élevage très extensif, à l'état semi sauvage, est aussi celui que l'on trouve dans les landes montagneuses du Pays basque voisin, avec les bovins betizuak, autre variante du rameau blond pyrénéen dont la population non soumise aux croisements a conservé les caractères de robe originels.
Dans les deux cas, les éleveurs réalisaient par piégeage des prélèvements d'animaux dont la viande était  appréciée.
Jusqu’à l’entre-deux-guerres, de semblables troupeaux sont laissés par leur propriétaire autour de l'étang de Biscarrosse et de Parentis. Ici ou là, des barguèiras, sortes de parcs mobiles, permettent aux vachers de rassembler les bestiaux pour les marquer et les sélectionner. On surveille attentivement les jeunes « coupes » (parcelles récemment plantées de pins) pour éviter que les vaches n’y fassent des dégâts.

#### Aux origines des courses landaises
La capture des animaux entretenus en liberté et à l'état semi-sauvage est associée aux origines des courses landaises.

### Quasi-disparition et sauvegarde
La Seconde Guerre mondiale a raison du bovidé : l'armée allemande et les landais déciment les vaches marines. Au sortir de la guerre, il ne reste plus que quelques troupeaux, qui deviennent ensuite particulièrement sauvages. Les dernières de ces vaches « marines » à l'état sauvage vivent à Biscarrosse avant de disparaître en 1963.
Selon ce qui est parfois rapporté, en 1968, « un vieil homme vend son troupeau de vaches avant de prendre sa retraite, le maquignon qui conclut l'affaire n'en croit pas ses yeux : il s'agit d'authentiques vaches marines, race que l'on croyait disparue ». Comme nous l'avons vu plus haut, il ne s'agissait pas de la vache landaise originelle, disparue, mais d'animaux qui en descendaient après des croisements avec des animaux des races Bretonne pie noir et  Brava.
L'originalité des animaux et leur adaptation au milieu humide ont fait que la  Société pour l’Etude, la Protection et l’Aménagement de la Nature dans le Sud-Ouest (SEPANSO), aussitôt alertée, a décidé de les réintroduire dans la réserve naturelle de l'étang de Cousseau en Gironde. 
Aujourd'hui, la race y est maintenue, même si elle reste menacée par la consanguinité. En 2012, elle comptait cinquante et une têtes réparties en sept troupeaux. Le fractionnement en troupeaux distincts et l'échange de géniteurs permettent de réduire ce risque. Elle n'appartient pas à la liste des races officielles françaises, mais son patrimoine génétique mérite d'être préservé au titre de son adaptation à une vie naturelle en zones humides.

## Exploitation actuelle de la race marine: l'écopastoralisme
La sauvegarde et l'entretien de la marine landaise par une société de protection de la nature, la SEPANSO, avec la participation de la fédération des chasseurs des Landes, déterminent le mode d'élevage mis en œuvre aujourd'hui : l'écopastoralisme. Ce mode d'élevage est au service exclusif d'intérêts environnementaux et de gestion des milieux naturels, et ce indépendamment d'intérêts agricoles auxquels la race n'est plus associée . 
Dans le cas de la marine landaise, il s'agit en effet d'une forme particulière d'écopastoralisme, la gestion naturaliste. Selon Catherine Proffit, « sa finalité est de restaurer, d'augmenter et de préserver la biodiversité au moindre coût. Il s'agit, la plupart du temps, de milieux marécageux présentant une richesse biologique importante et bénéficiant de mesures de protection fortes. La tendance générale dans la conduite du troupeau est de minimiser les interventions humaines. Le pâturage est totalement libre, excepté lorsqu'il existe des contraintes de parcellaire. Aucune complémentation n'est apportée aux animaux sauf les années où les conditions climatiques sont particulièrement rigoureuses ». 
La gestion naturaliste exclut la finalité agricole fondée sur l'obtention d'un produit d'élevage, ce qui la distingue de la gestion agricole à ambition traditionnelle  qui caractérisait l'ancien système d'élevage de la marine.

## Citations
- Dans son Voyage agricole, botanique et pittoresque dans une partie des Landes, du Lot-et-Garonne et de celles de la Gironde paru en 1818, Jean Florimond Boudon de Saint-Amans rapporte que « dans les dunes voisines de la Teste (…), des taureaux paissaient toute l’année dans la lande où ils vivaient en liberté ». Tout juste rassemble-t-on une fois par an ces bêtes à demi sauvages afin de les marquer « du sceau de leurs propriétaires respectifs[10]».

- Dans ses Grandes Notes (tome VII des Œuvres complètes), Félix Arnaudin évoque los vaquèrs deu sable (les vachers du sable), revenant des lettes au printemps et qui, après une étape au lieu-dit Bos-Tauraou (de Bòsc Taurau : Bois du Taureau), partaient vers les landes de Ligautenx à Lüe ou de Tauziet à Sabres.

- En 1938, Pierre Toulgouat[11] photographe ethnologue observe les derniers spécimens en liberté sur la rive est de l'étang de Biscarrosse : « Elles s'enfonçaient dans l'eau jusqu'au ventre, parmi les roseaux, pour fuir la chaleur de l'été. Ces vaches, à l'aspect inoffensif, étaient accompagnées de taureaux qui, dans ces solitudes, n'aimaient pas être dérangés. »

## Sources
- Lacs, étangs et courants du littoral aquitain, de Jean-Jacques Fénié et Jean-Jacques Taillentou
- L'Almanach du Landais 2007, Joëlle d'Odorico, Jean-Jacques Taillentou, Raymond Ullas, Éditions CPE